# Campo di internamento di Ferramonti di Tarsia
Il campo di concentramento di Ferramonti, nel comune di Tarsia in provincia di Cosenza, in origine conosciuto anche come campo di concentramento Media Valle di Crati «è stato il più grande dei 15 campi di internamento» costruiti nell'estate del 1940 su ordine di Benito Mussolini e anche il principale, in termini di consistenza numerica, tra i numerosi luoghi di internamento per ebrei, apolidi, stranieri nemici e slavi all'indomani dell'entrata dell'Italia nella seconda guerra mondiale. Il campo fu liberato dagli inglesi nel settembre del 1943, ma molti ex internati rimasero a Ferramonti anche negli anni successivi e il campo di Ferramonti fu ufficialmente chiuso l'11 dicembre 1945. Conseguentemente, dal punto di vista cronologico degli eventi della seconda guerra mondiale, ha un suo peculiare primato: fu in assoluto il primo campo di concentramento per ebrei a essere liberato e anche l'ultimo a essere formalmente chiuso.

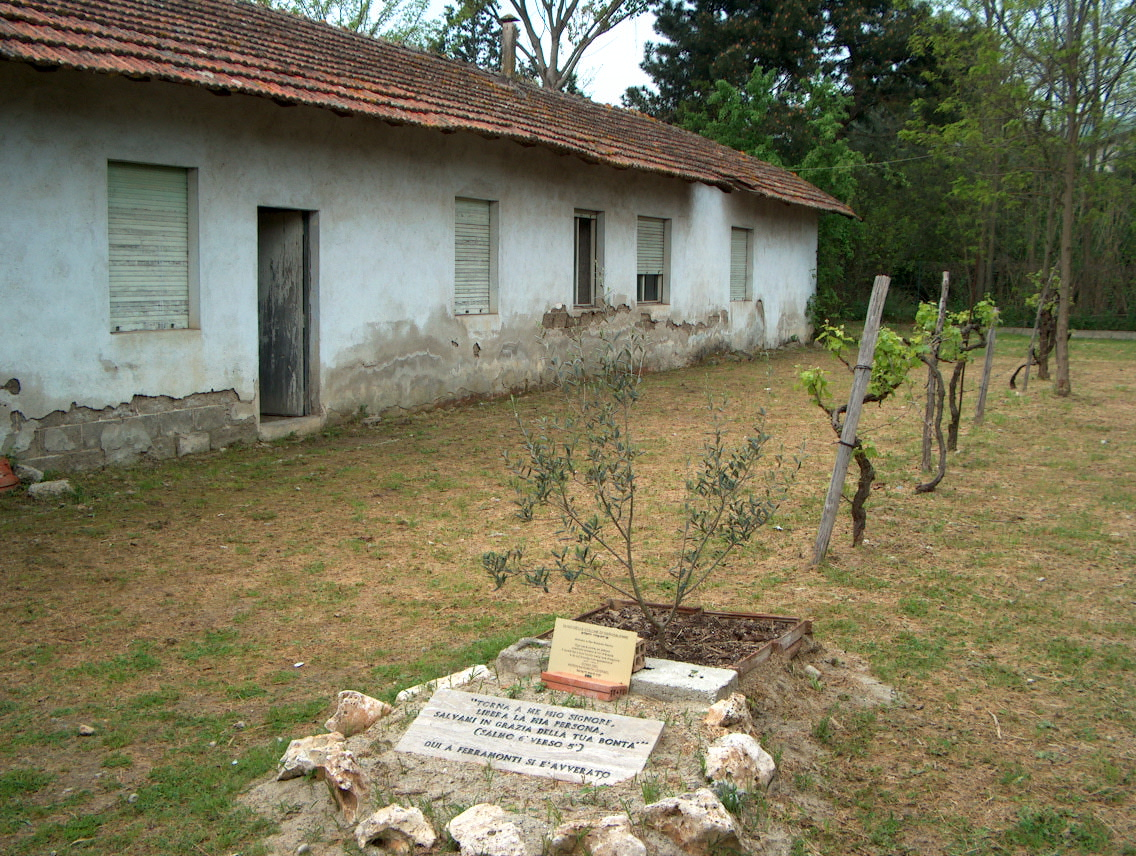
Una foto di quanto rimane oggi del più grande campo di internamento fascista in Italia. Per comprendere la grandezza del campo con foto e illustrazioni si rimanda a questo video di Rai News.

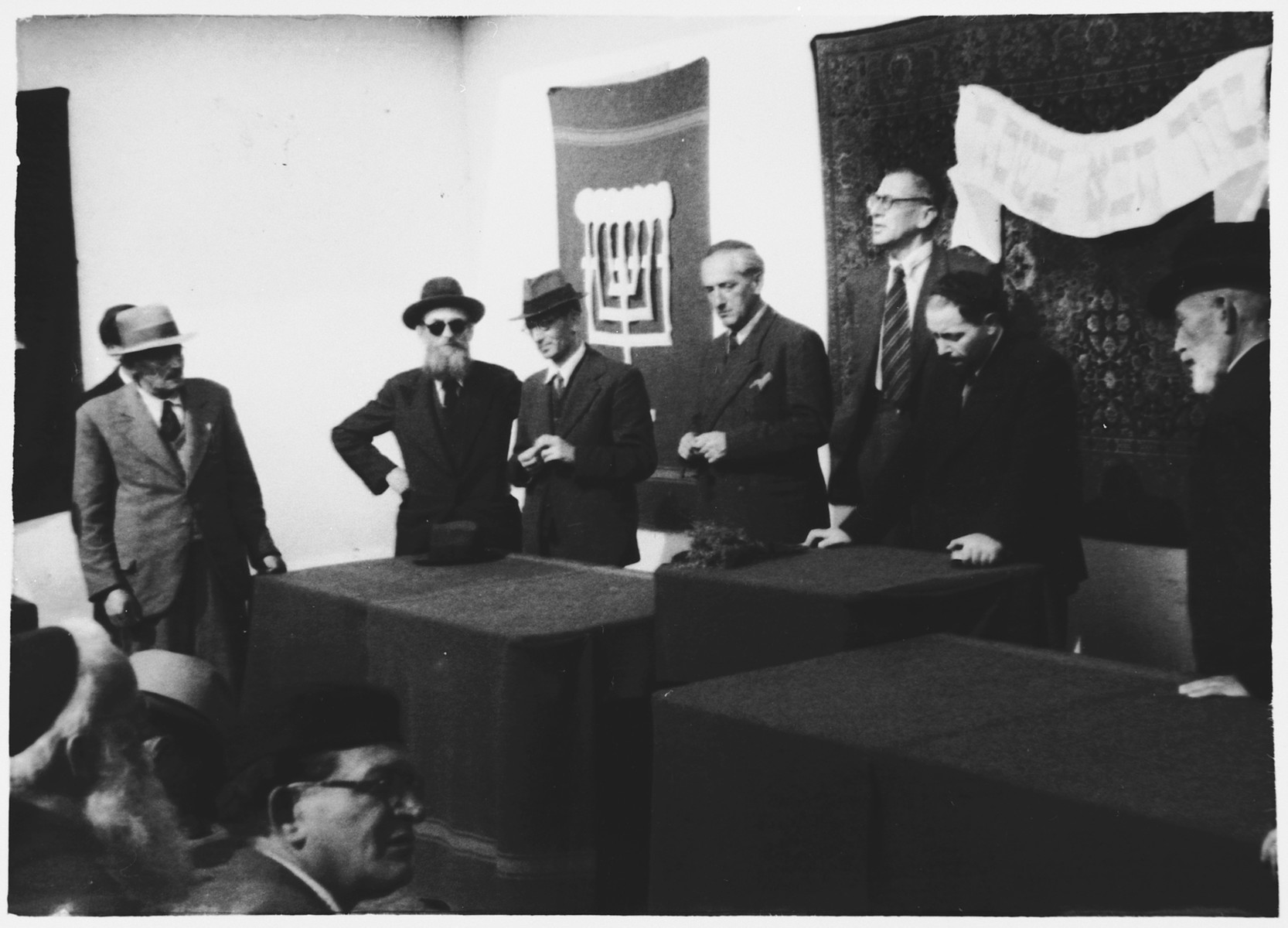
Campo di Ferramonti: incontro di internati col rabbino Riccardo Pacifici (aprile 1942)

## Storia
L'inizio dell'attività del campo di Ferramonti cominciò il 20 giugno 1940, quando vi giunse un primo piccolo gruppo di 160 ebrei provenienti da Roma. Tra il 1940 e il 1943 si conoscono i nomi di almeno 3 382 ebrei stranieri che, per periodi più o meno lunghi, furono internati nel campo. Per circa la metà di essi Ferramonti fu solo una tappa verso il trasferimento al confino coatto in piccoli gruppi in numerosi comuni italiani sparsi per la penisola. Nel 1943, al momento della sua liberazione, nel campo si sarebbero trovati 1 604 internati ebrei e 412 non ebrei.
La decisione di collocare il campo in una zona insalubre e malarica deriva in realtà non da una ragione politica/razziale, ma da un interesse economico da parte del costruttore Eugenio Parrini, molto vicino a importanti gerarchi fascisti. La sua ditta era già presente a Ferramonti, dove aveva ultimato dei lavori di bonifica. Dovendo costruire il campo di concentramento, Parrini fece in modo di utilizzare a questo scopo il cantiere già presente in loco e le baracche che ospitarono il primo gruppo di ebrei erano in realtà le baracche utilizzate in precedenza dagli operai impegnati nella bonifica. Eugenio Parrini, costruttore anche del campo di concentramento di Pisticci, impose nel campo di Ferramonti un proprio spaccio alimentare in regime di monopolio. Il campo era infestato da insetti ed era costituito da 92 capannoni situati in un perimetro di circa 160 000 m² nei pressi del fiume Crati vi erano capannoni di 335 m², con due camerate da 30 posti, e capannoni da 268 m², che accoglievano otto nuclei familiari di cinque persone o dodici nuclei familiari di tre persone.
Considerata la sua natura di luogo di detenzione, con una struttura a baraccamenti e una recinzione fatta da una staccionata di legno sormontata da una linea di filo spinato, le condizioni di vita nel campo tuttavia rimasero sempre discrete e umane. Nessuno degli internati fu vittima di violenze o fu direttamente deportato da Ferramonti in Germania. Al contrario, le autorità del campo non diedero mai seguito alle richieste tedesche. Per la sua collocazione geografica il campo fu liberato dagli eserciti alleati già nel settembre 1943, prima che cominciassero le deportazioni dall'Italia. Ad essere deportate furono solo circa 300 tra quelle persone che, avendo ottenuto un trasferimento da Ferramonti a un confino libero in alcuni centri del Nord e Centro Italia, si trovarono sotto l'occupazione tedesca dopo il settembre del 1943. Ferramonti non fu quindi in alcun modo un campo di transito per i lager tedeschi. Per questa sua peculiare caratteristica, lo storico ebreo inglese Jonathan Steinberg ha definito il campo di Ferramonti come "il più grande kibbutz del continente europeo".
In effetti gli unici deceduti di morte violenta all'interno del campo furono quattro vittime di un mitragliamento da parte di un caccia alleato durante un duello aereo con un velivolo tedesco sopra il campo (27 agosto 1943). Gli internati potevano ricevere dall'esterno posta e cibo e, all'interno del campo, godettero sempre della libertà di organizzarsi eleggendo propri rappresentanti, di avere un'infermeria con annessa farmacia, una scuola, un asilo, una biblioteca, un teatro e dei propri luoghi di culto (due sinagoghe, una cappella cattolica e un'altra greco-ortodossa). Diverse coppie si formarono e sposarono nel campo, dove nacquero 21 bambini. A conferma di questa sua storia di umanità, le relazioni degli ufficiali del Regno Unito che entrarono a Ferramonti nel 1943 descrissero il campo di Ferramonti più come un piccolo villaggio che non un campo di concentramento. Sempre in base alle loro relazioni, l'incidenza dei decessi per cause naturali avvenuti a Ferramonti fu bassa: 8-12 decessi ogni 2 000 persone. Gli ebrei deceduti nel campo sono stati regolarmente seppelliti all'interno sia del piccolo cimitero cattolico di Tarsia (16 sepolture registrate, ma solo 4 ancora presenti) sia nel cimitero di Cosenza (21 sepolture registrate e tutte presenti), dove ancora è possibile vedere le loro tombe.
Il campo era sotto la responsabilità del ministero dell'interno e retto da un commissario di Pubblica sicurezza, ma la sorveglianza esterna era affidata alla MVSN. Per l'opera di umanizzazione verso le condizioni di vita degli internati, svolta dai funzionari di polizia che si avvicendarono al comando (Paolo Salvatore in primo luogo, e quindi Leopoldo Pelosio e Mario Fraticelli) e dal cappellano del campo, il padre cappuccino fra Callisto Lopinot, si verificarono vari attriti tra le autorità di polizia e la milizia, che comportarono problemi nei confronti dei funzionari stessi. Per importanza e umanità si distinse il primo direttore, Paolo Salvatore, che venne allontanato dal campo agli inizi del 1943 per un atteggiamento troppo permissivo nei confronti degli internati. Il frate cappuccino Lopinot si prestò alacremente per aiutare tutti, senza distinzione di credo e religione. Anche il maresciallo del campo, Gaetano Marrari, viene ricordato dagli internati con grande affetto per la sua umanità.
Gli internati ricevettero continua assistenza dalla DELASEM, l'ente di assistenza ai profughi creato nel 1939 dall'Unione delle Comunità Ebraiche Italiane con l'autorizzazione dello stesso governo fascista. Vi operava anche la "Mensa dei bambini" di Milano, diretta da Israele Kalk. Il supporto dato dal Vaticano per mezzo del frate cappuccino Lopinot fu anche molto importante, così come l'aiuto dato da Karel Weirich con la sua organizzazione a supporto degli ebrei cecoslovacchi (Opera San Venceslao). Con il deteriorarsi della generale situazione economica dell'Italia nel corso della guerra, anche le condizioni di vita nel campo si fecero progressivamente più difficili. Dall'estate del 1942 fu concesso a tutti gli internati che lo volessero il permesso di lavorare al di fuori del campo per integrare le scarse razioni alimentari. È anche importante ricordare i vicendevoli rapporti di aiuto e di solidarietà intercorsi fra gli internati e la popolazione di Tarsia.

## I gruppi di internati
Vengono di seguito elencati i principali gruppi di internati, profughi e residenti di Ferramonti di Tarsia:

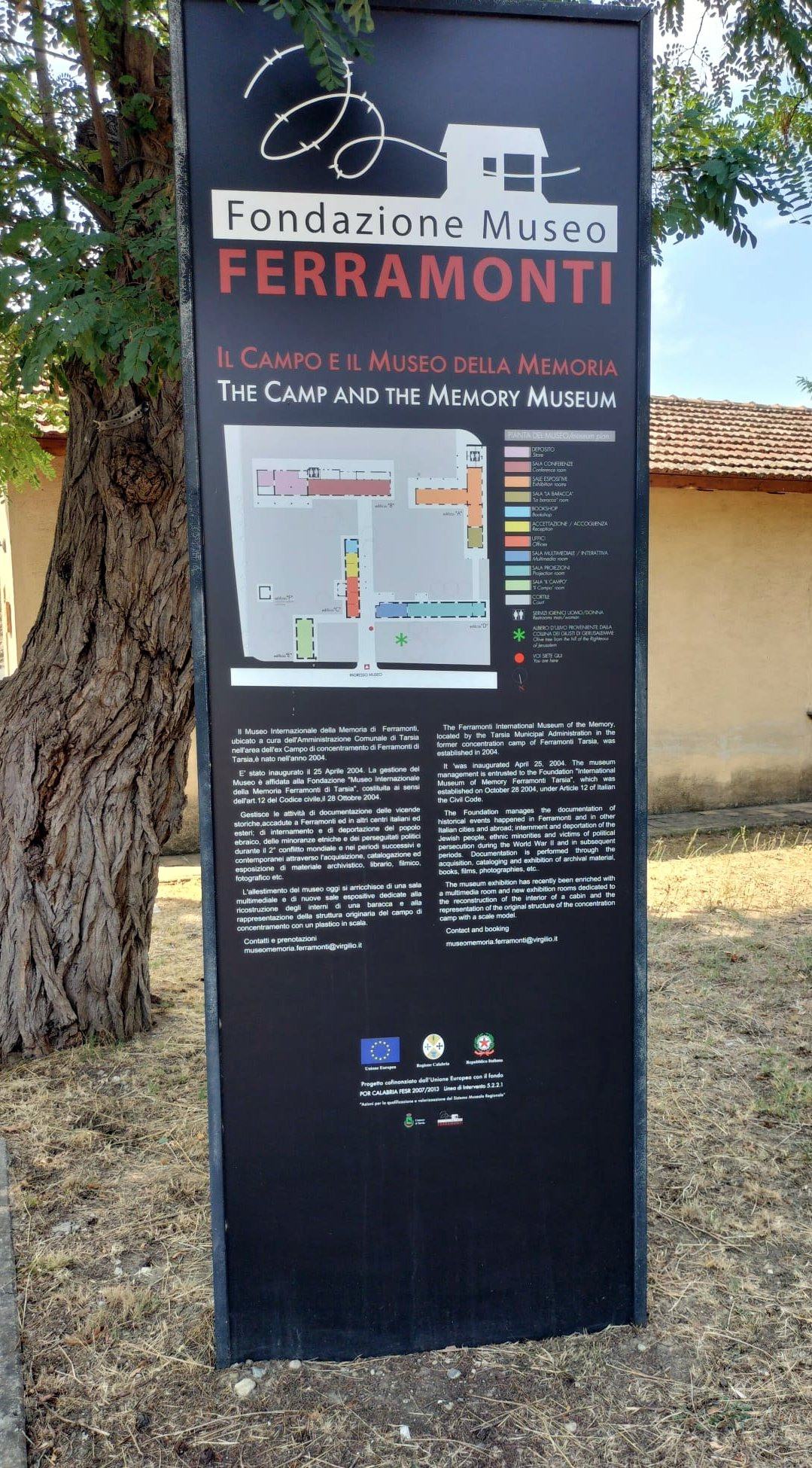
Stele che fornisce informazioni sul campo e sul museo dedicato al campo di concentramento di Ferramonti di Tarsia

### Gruppo dei romani
Era formato da circa 160 ebrei (tutti uomini) originari della Germania o dell'Austria, ma residenti a Roma da diversi anni e arrestati subito dopo l'entrata in guerra dell'Italia. Fu il primo gruppo a essere internato a Ferramonti di Tarsia nel giugno del 1940. Era un gruppo socialmente omogeneo, formato da professionisti con buone possibilità di denaro e di aiuti da parte dei propri familiari rimasti a Roma. In questo gruppo vi era lo psichiatra Ernst Bernhard, allievo di Jung. Recentemente è stato pubblicato il carteggio con sua moglie Dora, rimasta a Roma che testimonia l'ampia possibilità dei familiari degli internati di inviare loro alimenti, vestiario e mezzi.

### Gruppo dei settentrionali
Era formato da un po' più di 300 ebrei (tutti uomini) provenienti, come il gruppo dei romani, da Germania, Austria o paesi dell'Europa orientale, ma residenti da anni in varie città del Nord Italia o giunti più recentemente come profughi (specie dalla Polonia) per sfuggire all'avanzata nazista. Era un gruppo più eterogeneo per professione e possibilità economiche. Arrivò a Ferramonti nel settembre del 1940.

### Gruppo di Bengasi
Era un gruppo formato da circa 300 ebrei (uomini, donne e bambini) profughi da vari paesi europei, che poco prima dell'entrata in guerra dell'Italia si era concentrata a Trieste in attesa di un trasporto verso la Palestina. Non potendo più avere un viaggio diretto, il gruppo scelse di prendere un imbarco per Bengasi (Libia), da cui poi ripartire per la Palestina. Arrivati a Bengasi, però, questo trasporto si rivelò inesistente e il gruppo si ritrovò forzatamente a Bengasi, dove fu aiutato dalla comunità ebraica locale. Finite tutte le loro risorse economiche e con l'entrata in guerra dell'Italia, il gruppo si ritrovò prigioniero degli italiani. Dalla Libia furono trasportati in Italia, dove sbarcarono a Napoli e da lì furono trasferiti a Ferramonti nel settembre del 1940. A causa delle loro peripezie, l'intero gruppo arrivò nel campo completamente privo di mezzi e di risorse finanziarie, senza poter contare sugli aiuti esterni come i primi due gruppi. Il loro arrivo e la loro povera condizione determinò una riorganizzazione sociale del campo di Ferramonti, con la creazione di un comitato di assistenza diretto da due importanti capi ebraici (Martin Ruben e Max Pereles). Un leader importante di questo gruppo fu Peter Kanner che, dopo la liberazione, divenne uno dei responsabili del campo.

### Gruppo di Lubiana
Era un gruppo formato da poco più di 100 ebrei (uomini, donne, bambini), provenienti da Zagabria e da altre città della Croazia, che si erano rifugiati a Lubiana, allora territorio sotto il controllo italiano, per sfuggire ai massacri organizzati dagli ustascia filonazisti. Da Lubiana furono trasferiti a Ferramonti nel luglio del 1941. In questo caso l'Esercito Italiano ebbe un ruolo attivo di protezione nei confronti di questi profughi croati, così come testimoniato nel libro "Un debito di gratitudine" dello storico ebreo Menachem Shelah (anche lui internato a Ferramonti).

### Gruppo di Kavajë
Era un gruppo formato da circa 186 ebrei (uomini, donne, bambini), provenienti da Belgrado e da altre città della Serbia, fuggiti verso il Montenegro a seguito dei bombardamenti tedeschi dell'aprile del 1941. Arrestati nel luglio successivo presso le Bocche di Cattaro (Montenegro), furono trasportati verso l'Albania, dove furono internati in un campo a Kavajë (a circa 20 km da Durazzo). A causa delle condizioni disastrose di quel campo, questo gruppo di persone fu imbarcato e trasportato in Italia, prima a Bari e poi a Ferramonti, dove arrivò nell'ottobre del 1941. In questo gruppo c'era l'ing. Alfred Wiesner che, subito dopo la guerra, fondò la ditta di gelati Algida e ne inventò il marchio.

### Gruppo del Pentcho o di Rodi
Era un grosso gruppo di giovanissimi ebrei appartenenti all'organizzazione sionista Betar, che il 18 maggio 1940 partì da Bratislava a bordo del battello fluviale Pentcho nella speranza di raggiungere la Palestina. Il gruppo era comandato dal sionista Alexander Citron. Il battello a stento navigò lungo il Danubio e arrivò nel mar Nero, passò lo stretto dei Dardanelli, ma quando si trovò in mare aperto la notte fra il 9-10 ottobre 1940 naufragò di fronte a un'isola deserta dell'Egeo chiamata Kamilanisi, priva di ogni possibilità di sopravvivenza. Avvistati prima dagli inglesi (che però non andarono in loro soccorso), furono salvati dalla nave militare italiana "Camogli" (che era molto più distante dall'isola rispetto agli inglesi), comandata dal capitano Carlo Orlandi. La nave italiana li portò a Rodi, dove furono internati fino agli inizi del 1942 e da qui portati in due riprese (febbraio e marzo 1942) a Ferramonti. Secondo gli archivi di Arolsen, gli ebrei di Rodi che giunsero a Ferramonti furono 198; altre fonti parlano di 200 o 201. L'odissea di questo battello e dei suoi passeggeri è narrata in diversi libri, fra cui uno di John Bierman (Odyssey, 1984) e uno dello stesso Citron (Habaita). In seguito il capitano Orlandi venne catturato dai nazisti, che lo deportarono in un campo di concentramento in Germania.

### Gruppo degli jugoslavi (non ebrei)
Era un gruppo formato da circa 248 giovani jugoslavi non ebrei, arrestati nelle regioni controllate dagli italiani in quanto o partigiani o loro fiancheggiatori.

### Gruppo dei greci (non ebrei)
Era un gruppo formato da un centinaio di greci non ebrei, arrestati per atteggiamento anti-italiano nel loro paese o nelle colonie dell'Africa settentrionale. Di religione cristiana ortodossa, ebbero diverse tensioni con l'organizzazione ebraica del campo. Sulla base di quanto testimoniato da Kalk, questo gruppo fu mandato a Ferramonti per un errore di un funzionario del ministero dell'interno italiano, che confuse la loro religione "ortodossa" con quella degli ebrei "ortodossi". In questo gruppo bisogna ricordare la presenza di Evangelos Averoff Tossizza, che diventerà un importante uomo politico della Grecia democratica e racconterà la sua esperienza in Italia nel libro "Prigioniero in Italia". Un altro greco, Costantin Zotis, raccontò l propria esperienza a Ferramonti nel libro "I am still standing". Fra di loro c'era anche un monaco ortodosso (Damaskinos) e nel campo vi fu anche una cappella ortodossa.

### Gruppo dei francesi (non ebrei)
Di questo gruppo di internati si sa pochissimo e la loro presenza è testimoniata da una delle foto scattate dagli inglesi dopo il loro arrivo al campo. Nella foto, classificata come 6923 (IWM, Londra), la didascalia cita il gruppo dei francesi provenienti dalla Corsica e fra loro il generale francese Marchetti.

### Gruppo dei Rom
Appartennero a questo gruppo di internati almeno 32 persone Rom, come le ricerche più recenti hanno evidenziato.

### Gruppo dei cinesi
Era un gruppo di circa 70 uomini di nazionalità cinese presenti in Italia come commercianti ambulanti nelle città del Nord o come marinai su navi italiane. Vennero tutti arrestati dopo l'entrata dell'Italia in guerra e portati a Ferramonti, dove allestirono una lavanderia.

## La liberazione
Il 14 settembre 1943, quindi a brevissima distanza di tempo dall'armistizio, il campo fu liberato dall'avanzata alleata, venendo raggiunto dalle avanguardie britanniche, dopo essere riusciti pochi giorni prima a convincere una colonna nazista della Divisione corazzata "Hermann Göring" a non entrare nel campo stesso inscenando una falsa epidemia di tifo. Molti degli internati si erano comunque sparpagliati, per maggior sicurezza, nei villaggi circostanti.
Dopo la liberazione il campo fu visitato dal maggiore Wellesley Aron, che all'epoca comandava la 178ª compagnia trasporti dell'esercito britannico (la quale, in seguito, entrò a far parte dell'organico della Brigata ebraica). Il maggiore (che successivamente narrò la propria esperienza in un libro di memorie,) trovò i prigionieri alquanto denutriti, ma in condizioni tutto sommato buone.
Il campo rimase aperto sotto una direzione ebraica, supervisionata dagli inglesi, fino alla fine della guerra. Molti degli ex internati seguirono le forze armate alleate. Nel maggio del 1944 un gruppo di circa 350 di loro si imbarcò da Taranto per la Palestina; 1 000 partirono il 17 luglio 1944 da Napoli per gli Stati Uniti, dove furono internati per qualche tempo a Camp Oswego nello Stato di New York, prima che fosse concesso loro il diritto di residenza nel paese.
Scrive lo storico Gianluca Fantoni che le «impressioni che il maggiore Aron ebbe allora di Ferramonti, come anche le memorie di molti degli ex internati che descrivono la loro esperienza in quel campo come tutto sommato positiva, non devono far dimenticare che l'esistenza stessa di campi di detenzione per gli ebrei nell'Italia fascista era un'offesa alla dignità umana, nonché prova inequivocabile del grave cedimento morale del popolo italiano, che aveva permesso l'emanazione delle leggi razziali e la successiva persecuzione degli ebrei. È forse proprio per cancellare la memoria di tale vergogna che il campo di Ferramonti fu in seguito abbandonato all'incuria, per cui adesso le strutture originali sono quasi interamente perdute». Fantoni condivide poi il giudizio dello storico John Foot per il quale (scrive sempre Fantoni) «la cancellazione fisica dei campi, cioè delle prove del razzismo italiano, è servita ad alimentare il mito del buon italiano, fondamentalmente incapace di odio e di efferatezze, che è il prisma attraverso il quale per molti anni gli italiani hanno guardato alla loro partecipazione alla seconda guerra mondiale».

## La collocazione odierna e la biblioteca Gustav Brenner
L'area dove era collocato il campo si trova ora accanto all'attuale svincolo di Tarsia Sud dell'autostrada A2 Salerno - Reggio Calabria. Dagli anni sessanta in poi, complice l'incuria delle autorità locali, l'intero campo è stato prima utilizzato per attività agricole e poi progressivamente smantellato e nessuna delle originali baracche degli internati è rimasta. Attualmente l'area dove era il campo, anche se sottoposta a vincolo, è un semplice campo agricolo. Accanto a questo appezzamento è presente un piccolo museo di proprietà del Comune di Tarsia, denominato "Museo Internazionale della Memoria", inaugurato il 25 aprile 2004. In realtà, anche l'attuale area museale è al di fuori dell'originale perimetro del campo occupato dalle baracche degli internati, situandosi nella zona dove si trovavano le abitazioni dei responsabili del campo (quelle del direttore e del personale addetto alla sorveglianza) e altre strutture tecniche (garage, officina, ecc.). Il museo è formato da alcune sale contenenti esclusivamente del materiale fotografico già ampiamente reperibile in altre sedi o in internet. In occasione del Giorno della Memoria, il 27 gennaio 2018, nell'area del campo è stata inaugurata una biblioteca in omaggio a uno degli internati, l'editore austriaco Gustav Brenner. In questa biblioteca sono presenti dei volumi dedicati al tema della Memoria e alla storia della presenza ebraica in Calabria.
Attorno alla storia di Ferramonti sono sorte successivamente due distinte fondazioni: la Fondazione Internazionale "Ferramonti di Tarsia" per l'amicizia fra i popoli (con sede a Cosenza) e la Fondazione "Museo della Memoria Ferramonti di Tarsia" (con sede a Tarsia).

## Internati famosi
Fra gli internati di Ferramonti, alcuni di loro divennero famosi in svariati campi. Ecco un elenco:
- Allan Herskovic, nativo di Zagabria; prima della seconda guerra mondiale rappresentò la Jugoslavia in tre campionati mondiali di tennistavolo. Con l'invasione della sua patria da parte dei nazisti perse i genitori e la sorella, mentre lui riuscì a fuggire in Italia, dove fu imprigionato e mandato a Ferramonti. Dopo la guerra si trasferì per qualche anno a Roma e a Torino, dove preparò le prime squadre italiane di tennistavolo e rappresentò l'Italia in alcuni campionati mondiali. Si trasferì successivamente negli Stati Uniti, dove continuò la sua attività sportiva[33].
- Imi Lichtenfeld è in assoluto fra i più famosi personaggi delle arti marziali e fondatore del metodo di combattimento e autodifesa chiamato Krav Maga. Nato a Budapest, fin da giovane dimostrò le sue abilità come lottatore. Con l'avvento del nazismo, lasciò il suo paese a bordo del battello Pentcho, i cui occupanti raggiunsero Ferramonti dopo un naufragio e una sosta a Rodi. In realtà lui non arrivò mai a Ferramonti, perché su una barca lasciò lo scoglio dove quelli del Pentcho erano naufragati in cerca di aiuti. Fu recuperato da una nave inglese e portato ad Alessandria d'Egitto. Nel 1944 partecipò alla costituzione dell'esercito israeliano, addestrando diverse unità di élite e contribuendo a forgiare la leggenda delle unità speciali israeliane. La sua tecnica di combattimento è molto diffusa in molti paesi del mondo e adottata da molti eserciti[34]. Viene qui citato non per la sua presenza a Ferramonti, ma per la sua appartenenza al gruppo del Pentcho.
- Michel Fingesten è considerato il più grande artista di ex libris della storia[35] e il più rilevante incisore del 1900. Metà austriaco e metà italiano, studiò a Vienna insieme con Oskar Kokoschka, di cui fu molto amico. Nella sua gioventù girò per molti paesi del mondo. Dal 1935 si stabilì a Milano e con le leggi razziali fu deportato a Ferramonti, dove aprì il più importante "atelier" artistico del campo. Morì pochi giorni dopo la liberazione a causa di un'infezione post-chirurgica ed è sepolto a Cerisano (CS). Le sue opere sono esposte in molti musei del mondo.
- Evangelos Averoff-Tossizza faceva parte del gruppo dei greci non ebrei internati a Ferramonti. Nel dopoguerra fu un importante uomo politico greco e ricoprì per molti anni la carica di ministro della difesa. Fu uno dei fondatori del partito greco Nuova Democrazia. Fu anche uno scrittore e in un suo libro descrisse la sua prigionia in Italia.
- Ernst Bernhard, berlinese, divenne medico e psichiatra e fu un importante allievo di Carl Gustav Jung a Zurigo. Aderì alla teoria junghiana, aggiungendo un suo personale indirizzo teosofico ed esoterico. A seguito delle persecuzioni naziste si trasferì prima a Londra e poi a Roma, dove portò e fece conoscere la psicoterapia junghiana. A seguito delle leggi razziali fu internato a Ferramonti, dove rimase un anno.[36] Dopo la guerra fu uno dei più rilevanti psichiatri che lavorarono in Italia. Fondò l'Associazione Italiana di Psicologia Analitica (AIPA). Fu lo psichiatra di molti personaggi di spicco della cultura italiana: Federico Fellini, Natalia Ginzburg, Giorgio Manganelli, Cristina Campo e Roberto Bazlen, fondatore della casa editrice Adelphi[37].
- Moris Ergas, ebreo greco, fu uno dei più importanti produttori cinematografici degli anni 1960[38]. Fra i suoi film più famosi "Il generale della Rovere" di Roberto Rossellini con Vittorio De Sica, "Kapò" di Gillo Pontecorvo, "La parmigiana" di Antonio Pietrangeli con Sandra Milo, "Ragazzi di vita" di Pier Paolo Pasolini. Dopo la "Primavera di Praga" esportò all'estero il cinema cecoslovacco.
- David Mel, medico jugoslavo, fu più volte candidato al premio Nobel della medicina per la scoperta del vaccino contro la dissenteria[9]. A Ferramonti lavorò come cuoco.
- Alfred Wiesner, ingegnere jugoslavo, nel 1942 si rifugiò in Italia, dove fu portato a Ferramonti. Dopo la liberazione di Ferramonti divenne un partigiano con le truppe alleate. Alla fine della guerra, per la sua collaborazione, gli alleati regalarono a Wiesner due macchine per produrre gelati. Iniziò così la sua attività in questo campo, che lo portò, nel settembre del 1953, alla fondazione della ditta Algida, dove introdusse il suo sistema di produzione di gelati[39]. Di questa ditta, ormai nota a livello mondiale, Wiesner inventò sia il nome sia il primo marchio.
- Richard Dattner, ebreo di origine polacca, fu internato con la sua famiglia a Ferramonti. Dopo la guerra emigrò negli Stati Uniti, dove diventò fra i più rilevanti e famosi architetti statunitensi[40].
- Oscar Klein. Fuggito con la famiglia dall'Austria, fu imprigionato a Ferramonti, dove ebbe possibilità di sentire per la prima volta della musica jazz. È molto conosciuto per la sua musica swing e dixieland[41].
- Kurt Sonnenfeld, compositore e musicista ebreo di origine austriaca, rimase a Ferramonti per quasi tutta la durata di attività del campo.
- Werner Prager, libraio antiquario.[36]

## Filmografia
- 18000 giorni fa - 1993 - Italia - 98 min - regia di Gabriella Gabrielli.
- Bella Italia - Zuflucht auf Widerruf - 1996 - Germania - 58 min - regia di Peter Voigt.
- Presso l'archivio dell'Imperial War Museum di Londra esiste un filmato originale del campo ripreso da un operatore militare inglese. È stato ritrovato nel 2004 dal prof. Mario Rende.
- Film documentario Ferramonti: il campo sospeso - 2013 - Italia - 60 min - regia di Cristian Calabretta.
- La Croce e la Stella - 2018 - Italia - opera prima di Salvatore Lo Piano.
- L'Angelo di Ferramonti, 2019 - Italia - regia di Pier Luigi Sposato.